# Zdeněk Růžička
Zdeněk Růžička (Ivančice, 1925. április 15. – Brno, 2021. április 18.) olimpiai bronzérmes cseh tornász.

## Pályafutása
Apjának cement- és téglagyára, és rajongott a szertornáért. Zdeněk Růžička négy évesen kezdett el tornázni. A Sokol, pánszláv ifjúsági sportmozgalom keretében edzett, ahol nagybátyja Hynek Růžička volt az edző. Sportolói karrierjét megszakította a második világháború. A német megszállás alatt a Sokol tevékenységét betiltották. Egy barátjával tornatermet csináltak apja téglagyárának egy régi gépházában és ott folytatta tovább a rendszeres edzést.
1948 és 1956 között három olimpián vett részt. Az 1948-as londoni olimpián bronzérmet szerzett gyűrű- és talajgyakorlatban, egyéniben a hetedik, a csapattal a hatodik helyen végzett. Az 1956-os melbourne-i olimpián a csehszlovák küldöttség zászlóvivője volt a megnyitó ünnepségen. Ezen az olimpián sikerült ismét helyezést elérnie, csapatversenyben a negyedik helyen végzett társaival.
1957-ben visszavonult a versenyzéstől. A Sokol Brno 1 klub edzőjeként szertornászokat képzett és két cikluson át az elnöki posztot is betöltötte.
Felesége, Matylda Matoušková-Šínová (1933–) olimpiai ezüst- és bronzérmes tornász volt.

## Sikerei, díjai
- Olimpiai játékok
  - bronzérmes (2): 1948, London (talaj és gyűrű)